# Стеллан Вестердаль
Стеллан Вестердаль (швед. Stellan Westerdahl, 10 листопада 1935 — 27 серпня 2018) — шведський яхтсмен.
Срібний призер Олімпійських Ігор 1972 року в класі Зоряний.